# Urraca Afonso, a Asturiana
Urraca Afonso de Leão (1132 – Palência, 26 de outubro de 1164), apelidada a Asturiana, era filha ilegítima do rei Afonso VII de Leão e Castela e de sua amante, Gontrodo Peres. Apesar de sua ilegitimidade, ela se tornou rainha de Pamplona ao se casar com Garcia Ramires de Pamplona.

## Biografia

### Juventude
Urraca era a filha mais velha do rei Afonso VII de Leão e Castela, embora ilegítima. A rainha Berengária de Barcelona só teria seu primeiro filho dois anos depois. Os meios-irmãos de Urraca eram Sancho III de Castela, Fernando II de Leão, Constança e Sancha. Seus avós paternos eram Raimundo da Borgonha e Urraca I de Leão e Castela. Pelo lado materno, descendia do rei Ramiro III de Leão. Urraca foi criada por sua tia, a infanta Sancha.

### Rainha consorte de Navarra
Em 24 de junho de 1144, Urraca foi dada em casamento a Garcia Ramires de Pamplona, sendo sua segunda esposa. Tal matrimônio tinha como objetivo reforçar as relações entre Garcia e seu suserano, o pai de Urraca. O casamento durou apenas seis anos, terminando com a morte de Garcia, em 1150. Eles tiveram uma única filha:
- Sancha (1148–1176), casada com Gastão V, visconde de Béarn, e em segundas núpcias com Pedro Manrique de Lara, segundo senhor de  Molina e de Mesa e o 13º visconde de Narbona.[2]

Garcia foi sucedido por seu filho de seu primeiro casamento, Sancho VI de Navarra. Sancha, a meia-irmã de Urraca, casou-se com Sancho e sucedeu Urraca como rainha.

### Governante das Astúrias
Após a morte de Garcia, Urraca voltou para o reino de seu pai. Este lhe concedeu o governo das Astúrias, com o título de rainha, o qual já fora de sua tia Sancha. Tomou como residência o palácio de Afonso II das Astúrias, em Oviedo, que ficava próximo à catedral. Reinou sobre as Astúrias em nome de seu pai e de seu irmão Fernando até sua morte. Este período ficou marcado por sua generosidade para com a igreja, principalmente para a catedral e para o mosteiro de São Paio. Também colaborou com sua mãe na fundação do mosteiro de Santa Maria de la Vega, situado ao redor de Oviedo, atualmente em ruínas, no qual Gontrado foi sepultada.
Em algum momento anterior a 1163, Urraca casou-se novamente, com Álvaro Rodrigues de Castro, senhor de Chantada, com quem teve um filho:
- Sancho Álvares de Castro (c. 1164–depois de 1196) que em 23 de julho de 1196 no Mosteiro de San Pelayo confirma um documento como ...dominante Asturias Sancius Alvariz filius regina Urrace.[5]

### Falecimento

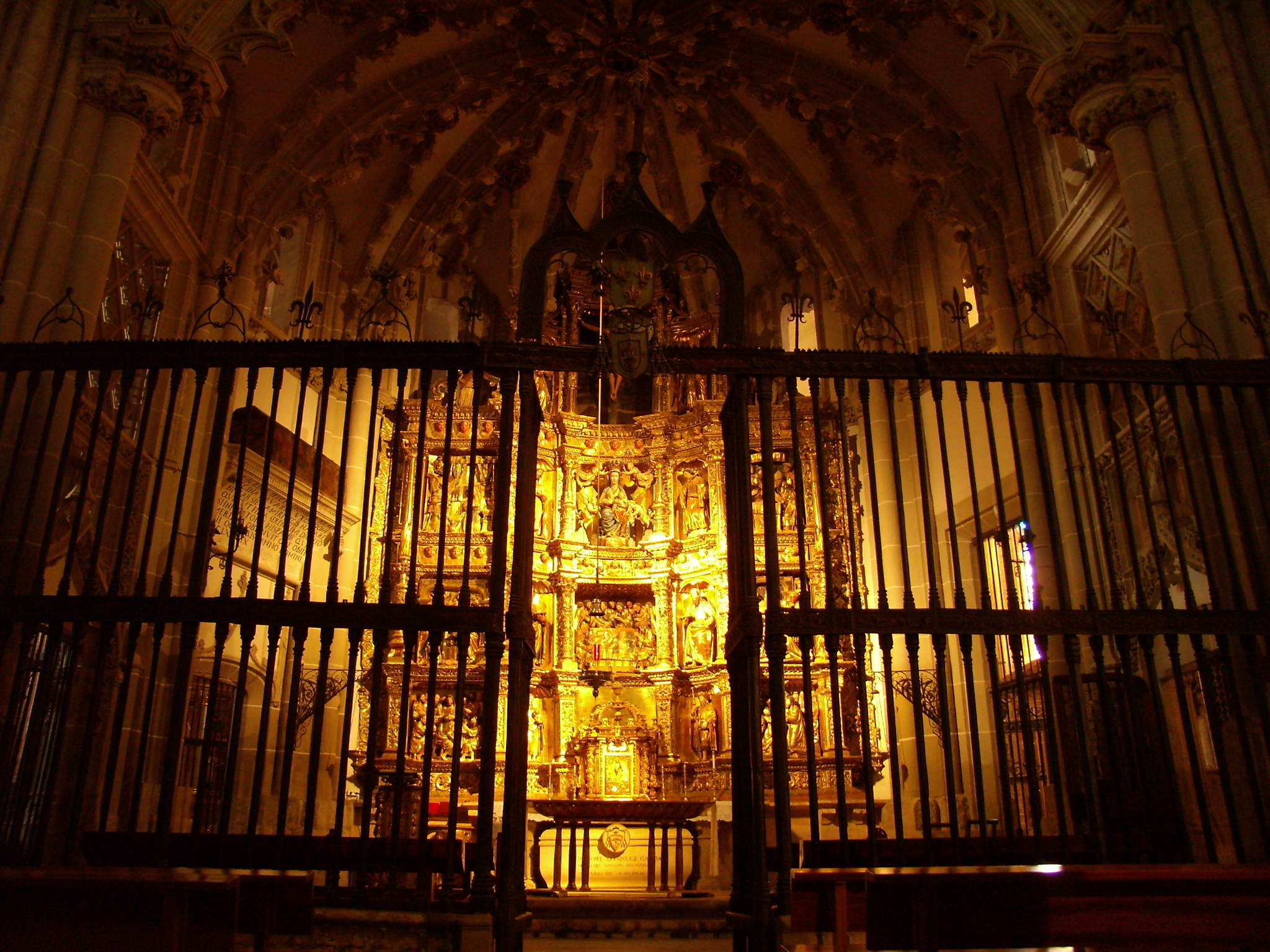
Capela do Santuário na Catedral de Palência, onde está o túmulo da rainha Urraca.

Urraca morreu nas Astúrias em alguma época depois de 1164, mas a data exata ainda é discutida. Alguns cronistas relatam que ela faleceu em 26 de outubro de 1164, mas é impossível, uma vez que ela apareceu no mosteiro de Santa Maria de Sandoval em 1178 e fez doações de várias fazendas. Outros afirmam que ela morreu em 1189. Os anais de Toledo registram sua morte em 1179. Seus restos mortais jazem na Catedral de Palência.